# Constant Thérésine
Constant Thérésine (23 settembre 1974) è un calciatore francese, difensore del Gosier.

## Carriera

### Nazionale
Ha debuttato in nazionale nel 2003. Ha partecipato, con la nazionale, alla Gold Cup 2007. Ha collezionato in totale, con la maglia della nazionale, 22 presenze.